# Туполев, Андрей Николаевич
Андре́й Никола́евич Ту́полев (29 октября [10 ноября] 1888, сельцо Пустомазово, Корчевский уезд, Тверская губерния, Российская империя — 23 декабря 1972, Москва, РСФСР, СССР) — советский учёный и авиаконструктор, генерал-полковник-инженер (1967), доктор технических наук.
Академик АН СССР (1953). Герой Труда (1926). Трижды Герой Социалистического Труда (1945, 1957, 1972). Заслуженный деятель науки РСФСР (1947). Лауреат Ленинской премии (1957), четырёх Сталинских премий (1943, 1948, 1949, 1952) и Государственной премии СССР (1972).
Под руководством Туполева спроектировано свыше 100 типов самолётов, 70 из которых строились серийно. На его самолётах установлено 78 мировых рекордов, выполнено около 30 выдающихся перелётов.
Туполев воспитал плеяду видных авиационных конструкторов и учёных, возглавивших самолётные ОКБ. В их числе В. М. Петляков, П. О. Сухой, В. М. Мясищев, А. И. Путилов, В. А. Чижевский, А. А. Архангельский, М. Л. Миль, А. П. Голубков, И. Ф. Незваль, A. A. Туполев, С. А. Лавочкин, А. С. Шенгардт, также под руководством Туполева учился и работал выдающийся авиаконструктор и основоположник советской космонавтики С. П. Королёв.

## Биография

### Детство
Родился 29 октября (10 ноября) 1888 года в сельце Пустомазово (ныне не существует, находилось между деревнями Абросимово и Симоново в Кимрском районе, Тверская область) в семье провинциального нотариуса. По происхождению по матери из дворян.
Отец Николай Иванович Туполев (1842—1911) был родом из Сургута, выходцем из сибирских казаков. Учился на юриста в Санкт-Петербургском университете, сочувствовал революционерам-народникам. Хотя и не участвовал в деятельности народнических организаций, после убийства Александра II был выслан из Санкт-Петербурга.
Мать — Анна Васильевна (1850—1928) (урождённая Лисицына), родилась в Торжке в семье судебного следователя, окончила Мариинскую женскую гимназию в Твери. Хорошо знала русскую и мировую литературу, свободно владела французским и немецким языками, играла на фортепьяно и гитаре, знала нотную грамоту, искусно рисовала, писала маслом и акварелью.
Родители Туполева купили на сбережения Анны Васильевны небольшую усадьбу Пустомазово, где занялись сельским хозяйством.

### Высшее образование
Ещё во время обучения в Тверской гимназии проявлял большой интерес к точным наукам и технике. В 1908 году поступил в Императорское Московское техническое училище (позднее — МВТУ). В училище серьёзно увлёкся аэродинамикой. С 1909 года — член Воздухоплавательного кружка. Участвовал в постройке планёра, на котором в 1910 году самостоятельно совершил первый полёт. В 1911 году успешная учёба и активная научная деятельность прервались, когда за участие в студенческих волнениях и за распространение нелегальной литературы он был арестован и в административном порядке выслан из Москвы на родину под негласный надзор полиции. Только накануне Первой мировой войны Туполеву удалось вернуться в Москву в Училище, которое он с отличием окончил в 1918 году.

### Профессиональная деятельность

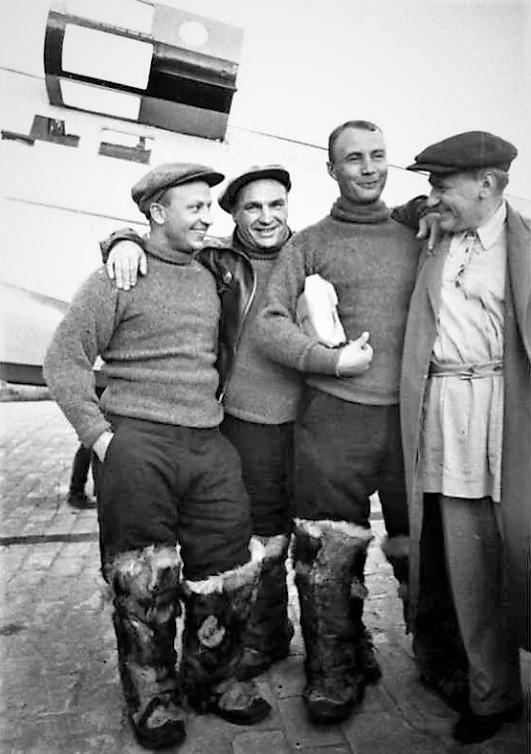
Андрей Туполев (справа) с экипажем самолёта АНТ-25 «Сталинский маршрут» Г. Ф. Байдуков, В. П. Чкалов, А. В. Беляков на аэродроме Щёлково. 1936. Фото М. Калашникова

В 1916—1918 годах Туполев участвовал в работах первого в России авиационного расчётного бюро; конструировал первые аэродинамические трубы в училище. Вместе с Н. Е. Жуковским был организатором и одним из руководителей ЦАГИ, где окончательно определилось призвание молодого инженера. В 1918—1936 годах был членом коллегии и заместителем начальника института по опытному цельнометаллическому самолётостроению. Опытным путём доказал, что кольчугалюминий (первоначально названный так по имени Кольчугинского завода во Владимирской области, на котором впервые в Советской России стали делать дюраль) является для самолётостроения достойной заменой непрочному дереву, с одной стороны, и тяжёлому железу — с другой.
В 1920-е годы Андрей Николаевич был одним из инициаторов строительства новых корпусов для ЦАГИ. В 1925 году он был избран в состав строительной комиссии ЦАГИ. В одном из писем  в ВСНХ все основные размеры зданий и внутренних помещений вписаны лично Туполевым.
В 1925 году создал цельнометаллический двухмоторный самолёт ТБ-1, который отличался высокими лётными данными и считался в мире одним из лучших бомбардировщиков. В 1932 году был сконструирован усовершенствованный самолёт ТБ-3 (АНТ-6), с помощью которого в 1937 году была осуществлена высадка экспедиции на Северном полюсе. Также в 1932 году под руководством Туполева бригадой П. О. Сухого был сконструирован самолёт АНТ-25. В 1934 году появился многомоторный самолёт АНТ-20 («Максим Горький»). Он имел восемь двигателей, полезную площадь более 100 м² и пассажировместимость до 60 человек.
3 августа 1935 года закончилась неудачей попытка беспосадочного трансарктического перелёта Москва — Северный полюс — Сан-Франциско на самолёте АНТ-25 с экипажем в составе: С. А. Леваневский (командир), Г. Ф. Байдуков (второй пилот) и В. А. Левченко (штурман). Преодолев часть пути, Леваневский принял решение вернуться из-за технической неисправности (в кабину пилота стало протекать масло) и сел на аэродроме посёлка Кречевицы под Новгородом. Об этом полёте было торжественно объявлено заранее, в честь него была выпущена почтовая марка, и на совещании у Сталина Леваневский в присутствии Туполева сделал официальное заявление, что Туполев — вредитель и сознательно делает плохие самолёты.
5 января 1936 года приказом НКОП Туполев (по рекомендации Наркома НКТП Г. К. Орджоникидзе) назначается первым заместителем и главным инженером ГУ НКОП. В том же году в США была направлена делегация работников авиапромышленности для закупки оборудования и лицензий. Руководителями делегации были назначены А. Н. Туполев (ПГУ) и Н. М. Харламов (ЦАГИ).
Поездка в США для Туполева была второй по счёту. Первый раз он посетил Германию и США в 1930 г., когда был начальником АГОС по вопросу дирижаблестроения. На этот раз путь делегации проходил через Францию, где была осмотрена продукция французской авиапромышленности. Знание французского языка помогло Туполеву найти общее соприкосновение в сфере закупки авиамоторов. Находясь в США, Туполев нарушил принятое правило оформлять заказы через консалтинг-торговую фирму АМТОРГ. Данная фирма была создана советским правительством в начале 1920-х годов для размещения заказов на заводах Г. Форда, Д. Кристи и Г. Кёртисса. Туполев, встретившись с американским конструктором А. Н. Северским (Прокофьев-Северский эмигрировал в США в 1917 году), разместил заказы по своему усмотрению (влияние Прокофьева). Между Туполевым и начальником ОсТехБюро комбригом П. И. Гроховским возник скандал, который с трудом удалось погасить. Кроме этого, Туполев находился в служебной командировке вместе с женой Юлией Николаевной, которая отношения к авиации не имела. В результате поездки были закуплены лицензии на производство самолётов Валти V-1A «Vultee», Консолидейтед PBY-1 (строились в СССР ограниченной численностью, были очень сложные в производстве) и истребитель 2PA фирмы Северского, который не соответствовал нормам прочности, принятым в ВВС РККА. Благодаря В. М. Петлякову, который тоже входил в состав делегации, удалось приобрести лицензию на современный по тому времени самолёт фирмы Дуглас DC-3.
21 октября 1937 года арестован. Осуждён на 15 лет лишения свободы. Работал в закрытом конструкторском бюро НКВД. 19 июля 1941 года досрочно освобождён, реабилитирован 9 апреля 1955 года.
Создатель самолёта Ту-2. В апреле 1939 года проект получил внутреннее обозначение «изделие 57» и официальное — самолёт «ПБ» (пикирующий бомбардировщик). Имелось и официальное наименование машины — «ФБ» (фронтовой бомбардировщик). 

Ту-2 был вторым по важности советским двухдвигательным бомбардировщиком, разработанным Андреем Туполевым после ареста. На базе Ту-2С выпускался разведчик Ту-2Р, ничем, кроме наличия фотоаппаратов в фюзеляже, не отличавшийся от серийных машин, который также мог носить полноценную боевую нагрузку.
Производство первоначально было организовано на заводе № 22 в Казани, затем на заводе оставили головное производство, а серийно самолёт строился на 23-м заводе в Москве и 166-м заводе в Омске. Во время войны было выпущено 800 самолётов, из которых на фронт попало около 750 машин.
Серийный выпуск Ту-2 продолжался с 1942 по 1952 год (в 1941 году был выпущен один опытный экземпляр). В общей сложности до 1951 года отечественные заводы поставили 2649 самолётов Ту-2 различных модификаций, не считая опытных, и переоборудовали в УТБ 176 бомбардировщиков.
В годы Великой Отечественной войны неоднократно посещал Казанский авиационный институт. Руководил продувками моделей своих самолётов, по результатам которых создавались новые боевые самолёты и их модификации.
В 1948 году указом Совета Министров СССР присвоено воинское звание генерал‑лейтенанта инженерно‑авиационной службы.
Создатель стратегического бомбардировщика Ту-4.
КБ Туполева после Второй мировой войны разработало и выпустило новую модель — реактивный бомбардировщик Ту-16. Он был способен развивать скорость более 1000 км/ч. Также появился первый отечественный реактивный гражданский самолёт — Ту-104.
В 1957 году был разработан межконтинентальный пассажирский самолёт Ту-114.

31 декабря 1968 года впервые поднялся в воздух первый в мире сверхзвуковой пассажирский самолёт Ту-144

### Арест и заключение
21 октября 1937 года А. Н. Туполев был арестован по обвинению во вредительстве, принадлежности к контрреволюционной организации. Вместе с ним были арестованы многие ведущие специалисты ЦАГИ и ОКБ, директора большинства авиационных заводов. Дело вёл сотрудник 2-го следственного отдела НКВД Габитов. 28 мая 1940 года приговорён ВКВС СССР к 15 годам лишения свободы и 5 годам поражения в правах, а также конфискации личного имущества. Согласно приговору, Туполев «возглавлял вредительскую антисоветскую организацию в авиационной промышленности и как сам лично, так и через соучастников проводил диверсионную вредительскую работу, направленную на ослабление обороноспособности Советского Союза. Кроме того, Туполев с 1924 года являлся агентом французской разведки и через Моргулиса передавал французской разведке сведения, составляющие государственную тайну Советского Союза». При этом реальные компрометирующие факты, которые также рассматривало следствие и которые при желании можно было квалифицировать как растрату казённых средств (как, например, закупка в США лицензий на самолёты, как оказалось, не соответствующие советским стандартам; или тот факт что Туполев брал в служебные заграничные командировки свою жену), в приговор не вошли.
Приговор вынесла коллегия в составе: В. В. Ульрих (председатель), И. О. Матулевич,
А. М. Орлов, секретарь А. А. Батнер.

По свидетельству Главного маршала авиации А. Е. Голованова, в разговоре с ним И. В. Сталин сказал, что не верит в виновность Туполева.
Находясь в заключении, работал в закрытом КБ НКВД — ЦКБ-29 («Туполевская шарага»). В июле 1941 года от дальнейшего отбытия наказания был освобождён со снятием судимости.

### Реабилитация
Туполев был полностью реабилитирован 9 апреля 1955 года. 

Продолжил руководить своим КБ, а в 1956 году назначен генеральным конструктором.
Член ЦИК СССР. Депутат Верховного Совета СССР (1950—1972).
В 1967 году присвоено воинское звание генерал-полковник инженерно-технической службы. С 1971 года генерал-полковник-инженер.
Скончался 23 декабря 1972 года. Похоронен в Москве на Новодевичьем кладбище (участок № 8).

## Семья
- Жена — Туполева (урождённая Желтякова) Юлия Николаевна (1894—1962).
- Сын — Туполев, Алексей Андреевич (1925—2001) — авиаконструктор, академик РАН, Герой Социалистического Труда.
- Дочь — Туполева, Юлия Андреевна (1920—2011) — заслуженный врач РФ, заведовала терапевтическим отделением МГКБ имени С. П. Боткина, личный врач Андрея Николаевича Туполева.
- Зять — Вуль, Владимир Михайлович (1920—2012)[21] — ведущий конструктор ОКБ Туполев, заместитель генерального конструктора.

## Общественно-политическая деятельность
Андрей Николаевич Туполев не состоял в КПСС. Неоднократно избирался депутатом Советов различных уровней.

## Историческое значение
Следуя заветам Жуковского, Туполев развивал авиационную науку и её экспериментальную базу; став вдохновителем и основателем российского металлического самолётостроения в эпоху господства деревянных конструкций и этим создал перспективное направление развития мирового самолётостроения. Туполев и его коллектив в 1920-х годах создал тяжёлые бомбардировщики, по своим конструктивным и компоновочным решениям на долгие годы определившие пути развития тяжёлых самолётов как военного, так и гражданского назначения. На самолётах Туполева советские лётчики впервые садились на Северный полюс, на его машинах экипажи Чкалова и Громова выполнили рекордные перелёты из Москвы в США. По его инициативе был создан первый отечественный реактивный пассажирский самолёт Ту-104, положивший начало массовой эксплуатации пассажирских реактивных самолётов в мире. Под его руководством были созданы первоклассные военные и пассажирские самолёты различного назначения, во многом определившие лицо мировой авиации в XX столетии.
Благодаря усилиям Туполева в стране началось крупносерийное производство металлических самолётов, причём он же разработал технологию, которая ускорила процесс сборки этих машин. Конструктор руководил производством самолётов-разведчиков, истребителей, бомбардировщиков, транспортных, пассажирских, морских самолётов, а также торпедных катеров, аэросаней, гондол, мотоустановок и первых советских дирижаблей. Большой вклад в авиационное строительство внесли созданные Туполевым единичные агитационные самолёты «Правда», «Максим Горький», «Родина».
Благодаря Туполеву спроектировано более 100 типов самолётов, 70 из которых были поставлены на серийное производство. Самолёты авиаконструктора эксплуатируются авиакомпаниями в десятках стран.

## Память

### Памятники

Надгробный памятник на могиле Туполева на Новодевичьем кладбище (скульптор Г. Тоидзе)
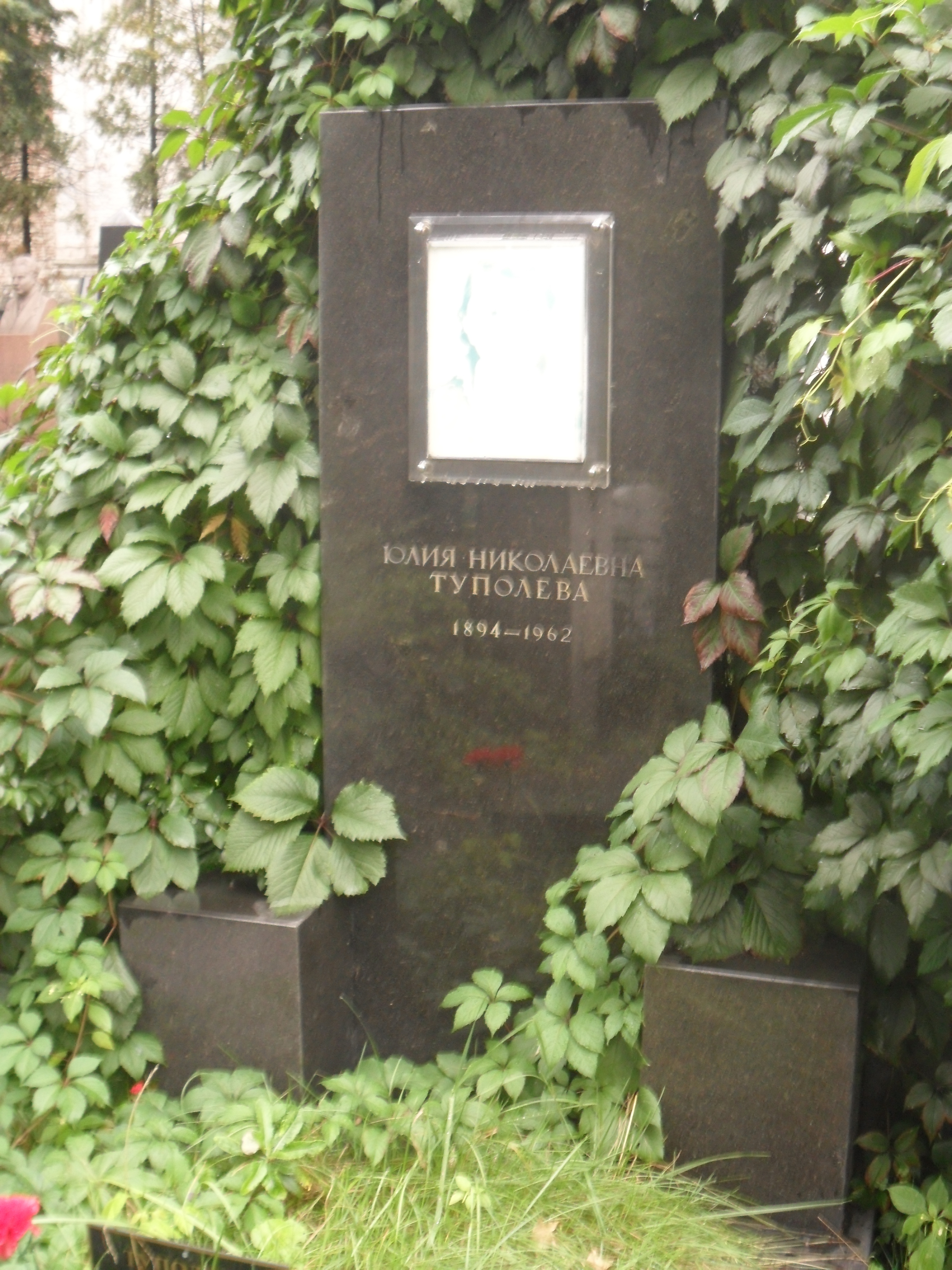
Могила жены Туполева на Новодевичьем кладбище
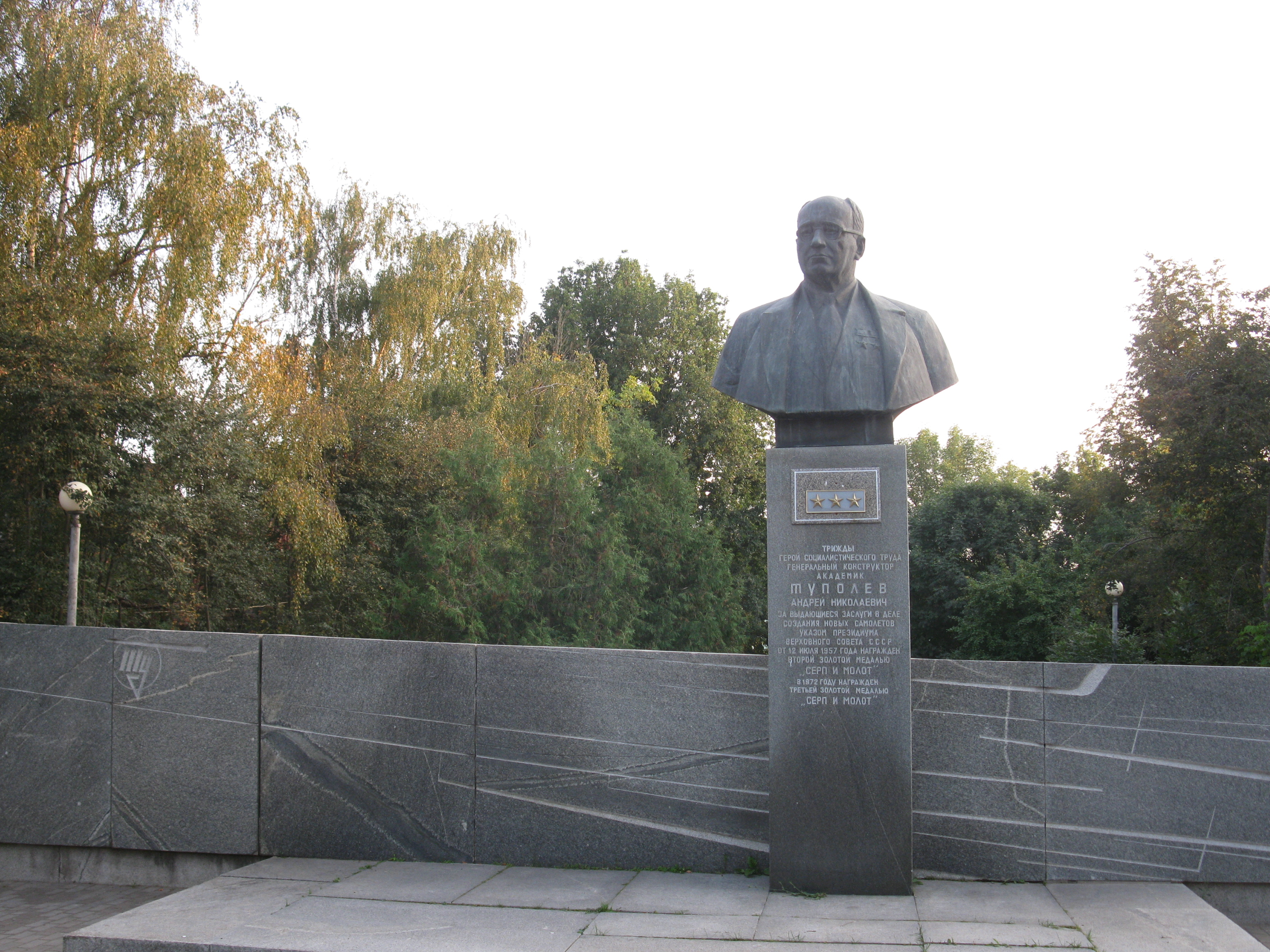
Бюст академика А.Н Туполева: Майская площадь, Кимры
Мемориальная доска на памятнике Туполеву (Ульяновск)
Памятный знак А. Н. Туполеву (Ульяновск)
Памятник Туполеву в Казани

Памятная доска и фрагмент мемориала А. Н. Туполеву на месте сельца Пустомазово

- 4 июня 2014 года в Казани — в сквере на пересечении улиц Декабристов, Гагарина и Королёва был открыт памятник А. Н. Туполеву.

- В городе Кимры на Майской площади 7 сентября 1979 года установлен бюст А. Н. Туполева (скульптор Х. Б. Геворкян). Также названа улица в микрорайоне Савёлово Кимр.
- Установлен мемориал на месте, где находилось родное село Туполева Пустомазово. Ныне —— территория Устиновского сельского поселения Кимрского района Тверской области[25].
- Имя Туполева также было присвоено Устиновской средней школе, на ней также установлена мемориальная доска в память о герое[26].
- Панно на торцевой стене многоэтажного жилого дома в микрорайоне Авиационный по проспекту Академика Туполева, 20.
- Памятный знак и мемориальная доска А. Н. Туполеву в честь его 120-летия на п-те Туполева в Ульяновске (2008).Панно в микрорайоне Авиационный

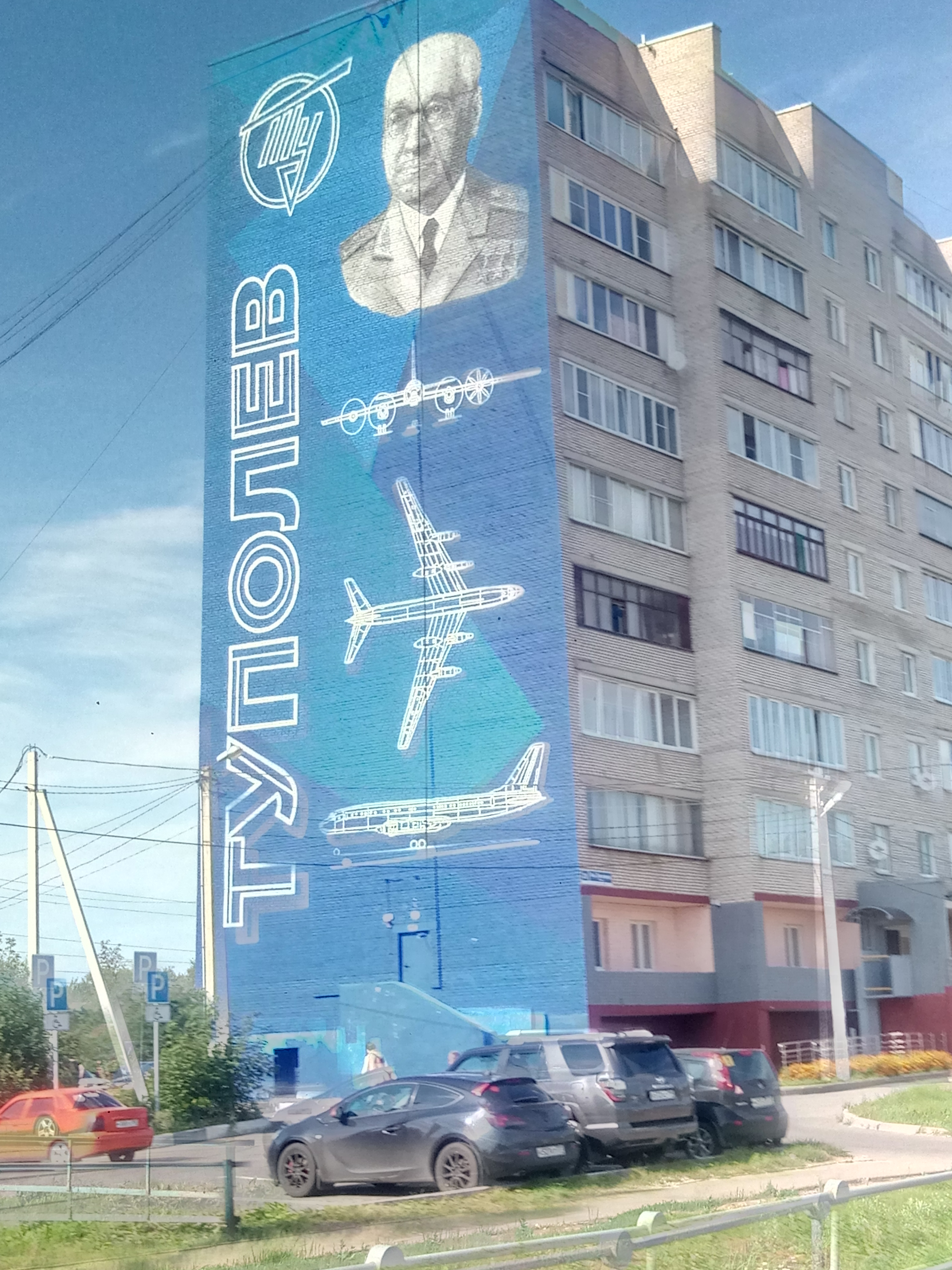
Панно в микрорайоне Авиационный

- Панно (портрет) на станции московского метрополитена «Аэропорт Внуково».

### Названы именем Туполева
Топонимы:
- Имя А. Н. Туполева носят улицы в Москве, Санкт-Петербурге,  Казани, Воронеже, Ростове-на-Дону, Донецке, Праге, Братиславе, Омске, Улан-Удэ, Ульяновске, Твери, Кривом Роге, Жуковском, Кимрах, Тюмени, Тольятти, г. п. Сокол, проспект в Авиагородке Домодедова, Амстердаме[27].
- В 1973 году именем Туполева был назван Казанский авиационный институт (с 1992 года — Казанский государственный технический университет имени А. Н. Туполева).
- Московский машиностроительный завод «Опыт» имени А. Н. Туполева.
- В 2018 году Московскому аэропорту «Внуково» присвоено имя А. Н. Туполева.
- В честь А. Н. Туполева названа гора в Антарктиде (гора Туполева, горы Принс-Чарльз, 70°41′ ю.ш., 67°16′ в.д., гора обследована Советской Антарктической экспедицией в 1972—1973 гг.)[28].
- В честь А. Н. Туполева назван остров (остров Туполева, Карское море, Обская губа, название острову присвоено не позже 1956 г.)[28].

### Вфилателии
Учёному и авиаконструктору посвящён ряд почтовых марок СССР. В частности, марка с его портретом, выпущенная в 1988 году в ознаменование 100-летия со дня его рождения ( (ЦФА [АО «Марка»] № 5994))

и почтовый блок 1969 года с изображением сверхзвукового пассажирского самолёта Туполева «Ту-144» ( (ЦФА [АО «Марка»] № 3835)).

Почтовые марки
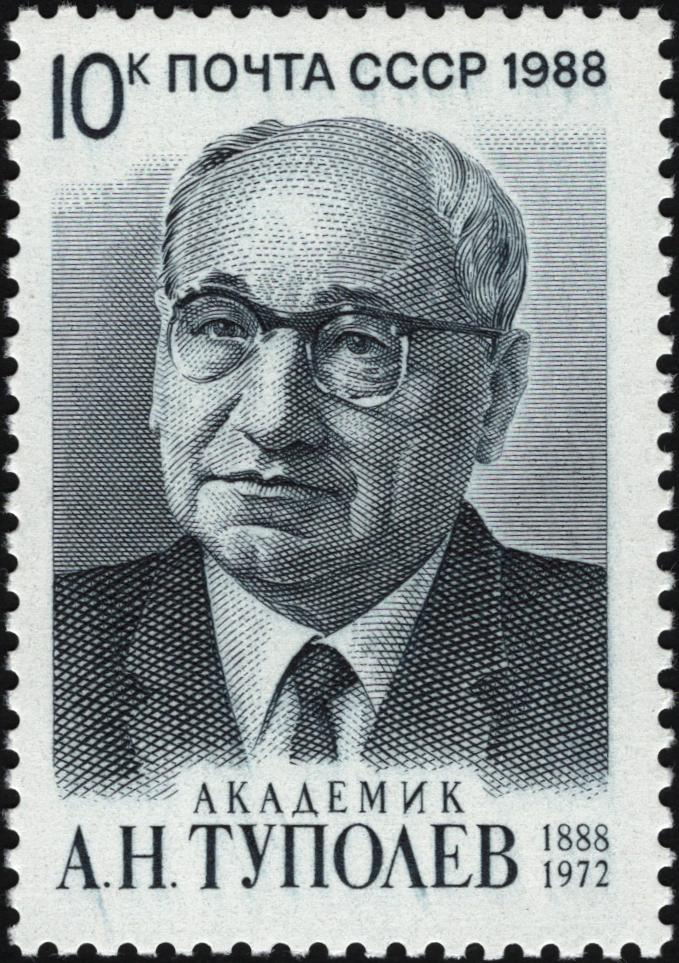
Почтовая марка СССР, 1988 год
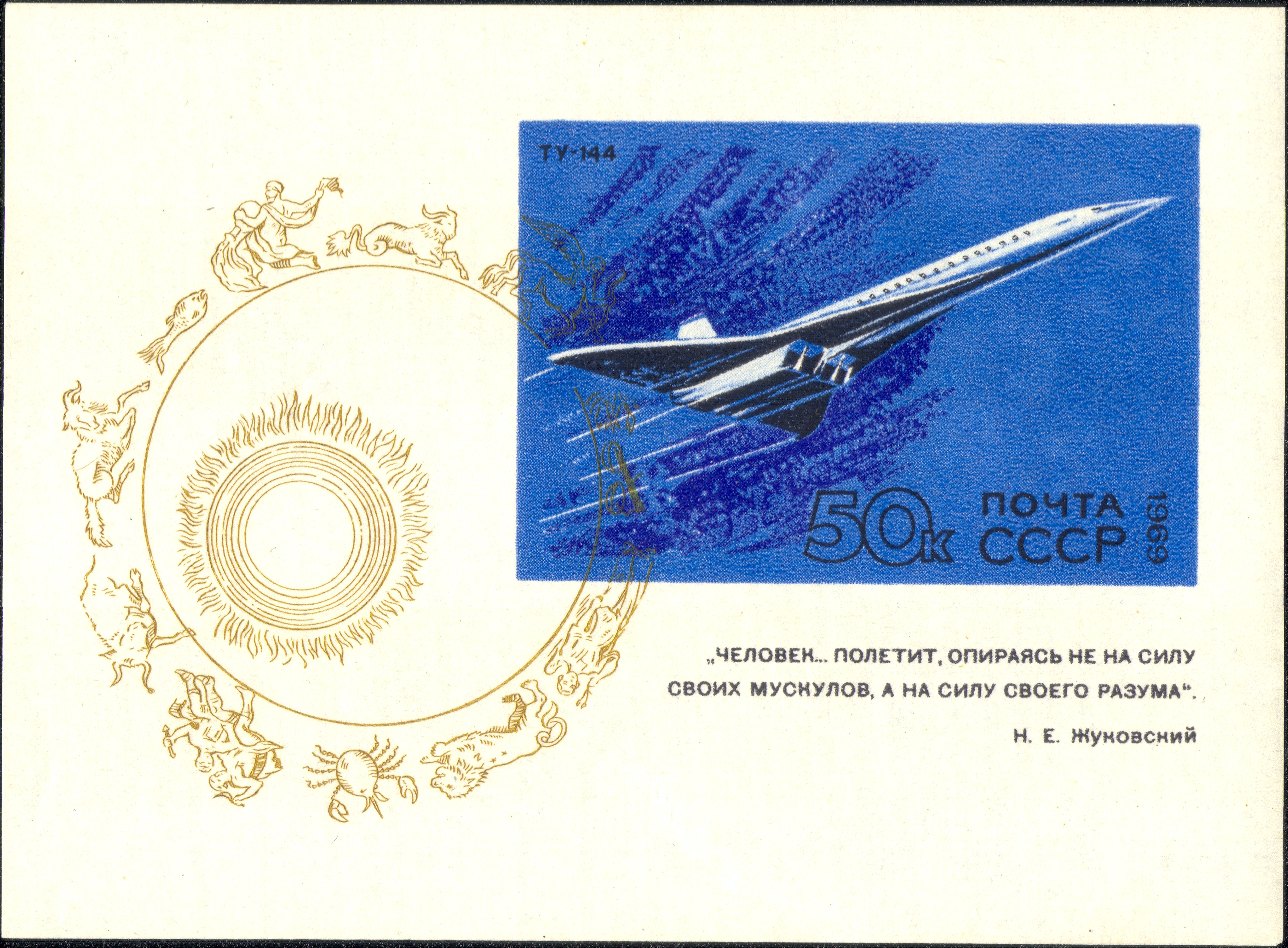
Самый элегантный самолёт Туполева Ту-144 — на почтовом блоке СССР, 1969 год

## Киновоплощения
- В 1979 году снят фильм-биография, посвящённый двум великим авиаконструкторам А. Н. Туполеву и И. И. Сикорскому — «Поэма о крыльях». Роль Туполева в фильме сыграл Владислав Стржельчик.
- В телесериале «Чкалов» (2012) роль Туполева исполнил Владимир Зайцев.

## Награды и звания
- Герой Социалистического Труда (16 сентября 1945) — за выдающиеся заслуги в деле организации производства самолетов, танков, моторов, вооружения и боеприпасов, а также за создание и освоение новых образцов боевой техники и обеспечение ими Красной Армии и Военно-Морского Флота в годы Великой отечественной войны
- Герой Социалистического Труда (12 июля 1957)
- Герой Социалистического Труда (22 сентября 1972)
- Орден Ленина (21 февраля 1933)
- Орден Ленина (16 сентября 1945) — за выдающиеся заслуги в деле организации производства самолетов, танков, моторов, вооружения и боеприпасов, а также за создание и освоение новых образцов боевой техники и обеспечение ими Красной Армии и Военно-Морского Флота в годы Великой отечественной войны
- Орден Ленина (10 августа 1946)
- Орден Ленина (14 января 1949)
- Орден Ленина (6 декабря 1949)
- Орден Ленина (3 февраля 1953)
- Орден Ленина (9 ноября 1958)
- Орден Ленина (6 ноября 1968)
- орден Октябрьской Революции (26 апреля 1971)
- орден Суворова II степени (19 августа 1944)
- орден Отечественной войны I степени (10 июня 1945)
- два ордена Трудового Красного Знамени (13 декабря 1926; 22 декабря 1933)
- орден Красной Звезды (17 августа 1933)
- орден «Знак Почёта» (13 августа 1936)
- медаль «За боевые заслуги» (5 ноября 1954)
- другие медали
- орден «Георгий Димитров» (Народная Республика Болгария, 1964)
- заслуженный деятель науки и техники РСФСР (8 августа 1947)
- Ленинская премия (1957) — за создание скоростного реактивного пассажирского самолёта Ту-104
- Сталинская премия I степени (22 марта 1943) — за создание нового образца боевого самолёта (Ту-2)
- Сталинская премия I  степени (1948) — за создание новых боевых самолётов
- Сталинская премия I степени (1949) — за создание самолёта (Ту-4) и внедрение этого самолёта в серийное производство
- Сталинская премия I степени (1952) — за работу в области самолётостроения
- Государственная премия СССР (1972) — за создание скоростного пассажирского самолёта Ту-134 и его модификаций
- премия имени Н. Е. Жуковского (1958)
- Золотая авиационная медаль ФАИ (1958)
- премия имени Леонардо да Винчи (1971) Национального Центра развития средств воздушного транспорта (Италия)
- Золотая медаль Общества основоположников авиации Франции (1971).
- Почётный член Королевского авиационного общества Великобритании (1970) и Американского института аэронавтики и астронавтики (США) (1971).
- Почётный гражданин Парижа (1964), Нью-Йорка
- Почётный гражданин города Жуковский[30] (1968)